# Деви

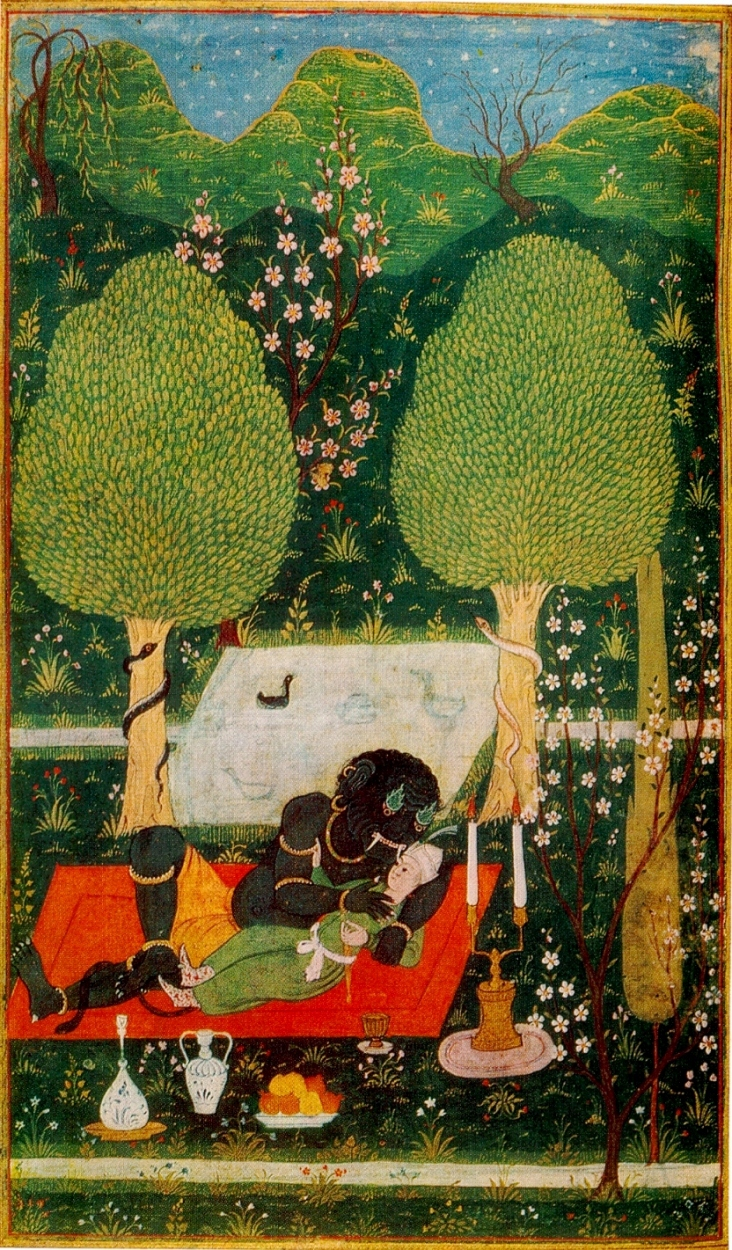
Дев в оповіданні «Махан у зачарованому садку» з поеми класика перської поезії Нізамі «Сім Красунь»

Де́ви, дайва (авест.), диви (фарсі), в іранській міфології — злі духи, що протистоять благим духам — Ахура. Уявлення про девів сходять до епохи індо-іранської і індоєвропейської спільності; у давньоіндійській міфології деви — божества (як і споріднені з ними персонажі інших індоєвропейських традицій — див. Індоєвропейська міфологія), а асури — демони. Деви, проти яких спрямований «антидевівський напис» Ксеркса, іранського царя V ст. до н. е., шанувалися, мабуть, в одній з областей Ірану як боги: Ксеркс знищив їх святилище і насадив культ Аурамазди (Ахурамазди). «Видевдат» (средньоіранський «Кодекс проти девів») — звід законів і релігійних приписів проти девів.

Сергій Олександрович Токарєв пише: 
Ниже их множество духов, или ангелов — язатов… Им всем противостоит такое же количество духов тьмы — дэвов…Такой резкий дуализм светлого и тёмного начал, составляющий основную мысль Авесты и всего маздаизма, представляет собой явление, для древних религий весьма необычное…Наиболее правдоподобно, даже бесспорно, то, что в дуализме Авесты отразились прежде всего антогонизм и вражда между оседлыми земледельческими племенами и кочевниками-скотоводами… Рознь эта и приняла форму борьбы между поклонниками агуров (иранцы) и почитателями дэвов (индийцы).
Вони — породження «злої думки, брехні» (Друга, «Ясна» 32, 3), вони служать Ангро-Майнью (Ахріману) . Їх незліченна кількість, образи девів слабо індивідуалізовані. Легендарні іранські царі і богатирі виступають як девоборці; в «Яштах» Ардвисура Анахіта дарує перемогу і владу над девами Йіме, Кай Кавуса та ін. Головний девоборець — Рустам. Згідно з фрагментом раннього Согдійського твору V ст., що дійшов до нас, Рустам осадив девів у їхньому місті, і ті, вирішивши загинути або позбавитися від ганьби, пішли на вилазку: «багато хто підійнявся на колісниці, багато на слонах, багато хто на свинях, багато на лисицях, багато хто на собаках, багато хто на зміях і ящірках, багато пішки, багато хто йшов літаючи, як шуліки, а також багато хто йшов перевернутим вниз головою і ногами догори … Вони здійняли дощ, сніг, град і сильний грім, вони видавали крики; випускали вогонь, полум'я і дим». Але Рустам здолав девів.
«Шахнаме» рясніє сюжетами боротьби з девами: син першого царя Каюмарса Сіямак гине від руки чорного дева, але Хушанг (авест. Хошийанга), син Сіямака, разом з дідом вбиває чорного дева і відновлює знищене ним царство добра. Цар Ірану Кай Кавус, бажаючи знищити злих духів, вирушає в похід проти Мазендеранa — царства девів, і, засліплений їх чаклунством, потрапляє з дружиною в полон до білого дева. Кай Кавус закликає на допомогу Рустама, і той перемагає шаха Мазендерана Аршанг-Дева. (Шах марно намагається врятуватися від героя, перетворившись на камінь), а потім вбиває білого дева, звільняє царя і повертає йому зір зіллям з печінки дева.
Уявлення про девів збереглися у фольклорі іранських народів; у таджиків деви — велетні, покриті шерстю, з гострими пазурами на руках і ногах, жахливими обличчями. Деви живуть в своїх лігвищах (девлох), в диких, важкодоступних місцях, або всередині гір, на дні озер, в надрах землі. Там вони стережуть скарби землі — дорогоцінні метали і камені; славляться ювелірним мистецтвом. Обвали в горах і землетруси пояснювалися роботою девів у своїх майстернях або тим, що «дев бушує».
Деви ненавидять людей, вбивають їх або тримають у в'язницях в своїх оселях і пожирають кожен день по дві особи — на обід і на вечерю. Вони бездушні до благань бранців і на закляття ім'ям бога відповідають богохульством. Однак у таджиків зустрічаються і уявлення про девів як про благодійних істот: так Деві Сафед («біла богиня»), покровителька прях, які шанували її по п'ятницях, підносячи їй корж і утримуючись від роботи.
У вірменській міфології і епосі деви (від іранськ. Дев) — злі духи, головним чином велетні, антропоморфного, іноді й зооморфного вигляду, часто з двома, трьома, сімома головами. Девам притаманна величезна сила. Живуть у горах, в печерах, в глибоких і темних ущелинах, в пустелях. Діють зазвичай групами — три, сім, сорок братів. Володіють великими скарбами. Викрадають красунь, царівен, спокушають їх. Герої, що воюють проти девів, завжди їх перемагають. Іноді деви вступають в дружбу з героями, допомагають їм у їхніх подвигах. Матері девів — теж велетки, мають величезні груди, перекинуті через плечі, більш доброзичливі по відношенню до людей, ніж їхні сини.
У грузинській міфології і фольклорі деві (від іранськ. Дев) — злі духи. Деви зооморфні, рогаті і волосаті, багатоголові (від трьох до ста голів). Зі збільшенням числа голів зростає їх сила, на місці зрубаної голови виростає нова. Деви мешкають в підземеллях, але можуть жити й на землі, володіючи палацами і багатствами. Зазвичай разом живуть сім — дев'ять братів. Займаються деви скотарством і полюванням, викрадають і тримають в неволі красунь. У горян Грузії деви виступають як синоніми гнобителів і поневолювачів, проти них борються місцеві божества. Жіночі персоніфікації девів — велетки — менш злі, вони дають притулок і вогонь прибульцям і охороняють їх від своїх синів-людожерів.
У міфології дагестанських народів деви (у цахурів іменується Абрак) — антропоморфні одноокі чудовиська величезних розмірів. Зазвичай мешкають по кілька братів з матір'ю в печері, в неприступній фортеці; живуть полюванням. Руйнують людське житло, вбивають людей. Відповідно до одного варіанту міфу, один з девів займався вівчарством; людей, що забрідали до нього в печеру, смажив разом з дичиною і з'їдав. Але знайшовся герой, який завдяки кмітливості врятувався від нього. Потрапивши в печеру дева, він випалив у сплячого чудовиська очі. Прокинувшись вранці, дев став навпомацки рахувати свої вівці, але людини, що вчепилась знизу за овечу вовну, не виявив, і герой разом з вівцями вибрався з печери.
У міфологіях тюркомовних народів Малої і Середньої Азії, Казахстану, Кавказу, Західного Сибіру, Поволжя і гагаузів (тур. — dev; узб., дев; туркм. — дов; кирг. — доо; казах. — деу; каракалп. — д?у; карачаїв., балкар. — деу; у казанських татар — дию, у західносибірських татар — тив, у башкирів — дейе?) Деви — злі духи. У міфологіях тюркомовних народів образ дева індоєвропейського походження. Деви представлялися велетнями, що володіють величезною силою, іноді з декількома головами, чоловічої або жіночої статі. Іноді деви мають вигляд циклопа (у народів Середньої Азії та Казахстану, а також у турків). У турків і гагаузів Деви-велетки мають, як і албасти, довгі груди, які вони закидають за плечі. За поданням башкир, казанських і західносибірських татар, деви мають своє підземне царство. У міфах народів Середньої Азії збереглися уявлення про колишню добродійну роль девів. Зокрема, в міфах узбеків Хорезмської оази деви виступають як будівельники багатьох фортець і міст, в шаманських міфах узбеків, казахів і киргизів вони фігурують в числі духів — помічників шаманів. (Зазвичай, однак, вважалося, що деви завдають людині хвороб, а шаман повинен вигнати її або умилостивити девів). Як міфологічний персонаж деви найпоширеніші серед узбеків, а в інших народів вони частіше виступають як казкові образи (хоча і зберігають міфологічні риси). У тюркомовних народів Поволжя деви часто зближуються і об'єднуються в єдиний образ з парі (духи дію періє).